# Tournoi de clôture du championnat de Bolivie de football 2009
Navigation
Saison précédente Saison suivante
Le tournoi de clôture de la saison 2009 du Championnat de Bolivie de football est le second tournoi semestriel de la trente-cinquième édition du championnat de première division en Bolivie.
Le tournoi est organisé en deux phases :
- les douze équipes sont réparties en deux poules de six, les trois premiers se qualifient pour la phase finale.
- la phase finale est modifiée cette saison puisqu'elle prend la forme de confrontations à élimination directe (quarts, demi-finales et finales).

C'est Club Blooming qui remporte la compétition cette saison après avoir battu en finale nationale le tenant du titre, Bolivar La Paz. C'est le cinquième titre de champion de Bolivie de l'histoire du club.

## Qualifications continentales
Le vainqueur du tournoi Clôture se qualifie pour la Copa Libertadores 2010, tout comme le vainqueur du Torneo Play-Offs, organisé en fin de saison pour déterminer les qualifications continentales.

## Les clubs participants
| - Jorge Wilstermann Cochabamba - Aurora Cochabamba - Oriente Petrolero - Bolivar La Paz - Club Blooming - Universitario de Sucre | - San José Oruro - Real Potosi - Real Mamoré - The Strongest La Paz - Nacional Potosi - La Paz FC |

## Compétition
Le barème utilisé pour établir l'ensemble des classements est le suivant :
- Victoire : 3 points
- Match nul : 1 point
- Défaite : 0 point

### Première phase
| Rang | Équipe                       | Pts | J  | G | N | P | Bp | Bc | Diff |
| ---- | ---------------------------- | --- | -- | - | - | - | -- | -- | ---- |
| 1    | Bolívar La PazT              | 25  | 12 | 7 | 4 | 1 | 25 | 13 | +12  |
| 2    | Universitario de Sucre       | 18  | 12 | 5 | 3 | 4 | 11 | 13 | -2   |
| 3    | Club Blooming                | 18  | 12 | 5 | 3 | 4 | 16 | 19 | -3   |
| 4    | San José Oruro               | 15  | 12 | 3 | 6 | 3 | 24 | 17 | +7   |
| 5    | Jorge Wilstermann Cochabamba | 15  | 12 | 4 | 3 | 5 | 14 | 15 | -1   |
| 6    | Nacional PotosíP             | 8   | 12 | 2 | 2 | 8 | 10 | 21 | -11  |

| Rang | Équipe               | Pts | J  | G | N | P | Bp | Bc | Diff |
| ---- | -------------------- | --- | -- | - | - | - | -- | -- | ---- |
| 1    | Real Potosí          | 22  | 12 | 7 | 1 | 4 | 23 | 14 | +9   |
| 2    | The Strongest La Paz | 21  | 12 | 6 | 3 | 3 | 19 | 15 | +4   |
| 3    | Oriente Petrolero    | 19  | 12 | 5 | 4 | 3 | 12 | 12 | 0    |
| 4    | Real Mamoré          | 16  | 12 | 5 | 1 | 6 | 16 | 18 | -2   |
| 5    | Aurora Cochabamba    | 11  | 12 | 3 | 2 | 7 | 8  | 14 | -6   |
| 6    | La Paz FC            | 10  | 12 | 2 | 4 | 6 | 18 | 25 | -7   |

### Phase finale
Premier tour :
| Équipe 1               | Résultat | Équipe 2             | Aller | Retour |
| ---------------------- | -------- | -------------------- | ----- | ------ |
| Bolivar La Paz         | 1 - 1e   | Oriente Petrolero    | 1 - 1 | 0 - 0  |
| Universitario de Sucre | 3 - 4    | The Strongest La Paz | 2 - 2 | 1 - 2  |
| Real Potosi            | 0 - 1    | Club Blooming        | 0 - 0 | 0 - 1  |

- Bolivar La Paz est repêché en tant que meilleur perdant.

Demi-finales :
| Équipe 1          | Résultat | Équipe 2             | Aller | Retour |
| ----------------- | -------- | -------------------- | ----- | ------ |
| Bolivar La Paz    | 4 - 2    | The Strongest La Paz | 2 - 1 | 2 - 1  |
| Oriente Petrolero | 3 - 3e   | Club Blooming        | 3 - 2 | 0 - 1  |

Finale :
| Équipe 1      | Résultat | Équipe 2       | Aller | Retour |
| ------------- | -------- | -------------- | ----- | ------ |
| Club Blooming | 2 - 1    | Bolivar La Paz | 1 - 0 | 1 - 1  |

## Relégation
Comme lors des saisons précédentes, un classement cumulé des performances sur les deux dernières saisons (tournois Ouverture et Clôture 2008 et 2009) permet de déterminer les clubs relégués. Le dernier de ce classement est directement relégué en deuxième division tandis que l'avant-dernier doit disputer un barrage de promotion-relégation face au deuxième de Copa Simon Bolivar.
| Rang | Équipe                       | Pts   | J  | G | N | P | Bp | Bc | Diff |
| ---- | ---------------------------- | ----- | -- | - | - | - | -- | -- | ---- |
| 1    | Bolivar La Paz               | 1,667 | 66 |   |   |   |    |    |      |
| 2    | Universitario de Sucre       | 1,621 | 66 |   |   |   |    |    |      |
| 3    | Oriente Petrolero            | 1,561 | 66 |   |   |   |    |    |      |
| 4    | Real Potosi                  | 1,545 | 66 |   |   |   |    |    |      |
| 5    | Club Blooming                | 1,455 | 66 |   |   |   |    |    |      |
| 6    | San José Oruro               | 1,439 | 66 |   |   |   |    |    |      |
| 7    | La Paz FC                    | 1,439 | 66 |   |   |   |    |    |      |
| 8    | The Strongest La Paz         | 1,409 | 66 |   |   |   |    |    |      |
| 9    | Aurora Cochabamba            | 1,303 | 66 |   |   |   |    |    |      |
| 10   | Real Mamoré                  | 1,106 | 66 |   |   |   |    |    |      |
| 11   | Jorge Wilstermann Cochabamba | 1,076 | 66 |   |   |   |    |    |      |
| 12   | Nacional Potosi              | 1,059 | 34 |   |   |   |    |    |      |

### Barrage de promotion-relégation
| Équipe 1           | Résultat | Équipe 2                          | Aller | Retour |
| ------------------ | -------- | --------------------------------- | ----- | ------ |
| Ciclon Tarija (D2) | 2 - 3    | (D1) Jorge Wilstermann Cochabamba | 1 - 1 | 1 - 2  |

### Torneo Play-offs
Le tournoi a pour but de désigner le troisième club qualifié en Copa Libertadores (en plus de Bolivar La Paz, vainqueur du tournoi Ouverture et de Club Blooming, champion du tournoi Clôture). Si l'un de ces deux clubs remporte les play-offs, c'est le finaliste qui récupère la qualification. Toutes les rencontres se disputent en matchs aller-retour avec un repêchage des quatre meilleurs perdants lors du premier tour. Le Nacional Potosi ne participe pas au tournoi car le club est relégué en deuxième division; par conséquent, le tenant du tournoi Play-offs, Real Potosi, est exempté de premier tour.
Premier tour :
| Équipe 1               | Résultat | Équipe 2                     | Aller | Retour |
| ---------------------- | -------- | ---------------------------- | ----- | ------ |
| La Paz FC              | 0 - 2    | San José Oruro               | 0 - 1 | 0 - 1  |
| The Strongest La Paz   | 3 - 5    | Bolivar La Paz               | 0 - 3 | 3 - 2  |
| Aurora Cochabamba      | 2 - 4    | Jorge Wilstermann Cochabamba | 1 - 3 | 1 - 1  |
| Universitario de Sucre | 3 - 0    | Real Mamoré                  | 0 - 0 | 3 - 0  |
| Club Blooming          | 1 - 2    | Oriente Petrolero            | 0 - 1 | 1 - 1  |

- Real Mamoré, The Strongest La Paz, Club Blooming et Aurora Cochabamba sont repêchés en tant que meilleurs perdants. Les quatre équipes disputent les demi-finales de repêchage.

Demi-finales de repêchage :
| Équipe 1          | Résultat | Équipe 2             | Aller | Retour        |
| ----------------- | -------- | -------------------- | ----- | ------------- |
| Aurora Cochabamba | 4 - 3    | Club Blooming        | 1 - 2 | 3 - 1 4-3 tab |
| Real Mamoré       | 4 - 5    | The Strongest La Paz | 2 - 3 | 2 - 2         |

- Les deux vainqueurs rejoignent les cinq équipes déjà qualifiées pour le tableau final ainsi que Real Potosi, exempt de premier tour.

Quarts de finale :
| Équipe 1               | Résultat      | Équipe 2                     | Aller | Retour |
| ---------------------- | ------------- | ---------------------------- | ----- | ------ |
| The Strongest La Paz   | 4 - 0         | Aurora Cochabamba            | 3 - 0 | 1 - 0  |
| Oriente Petrolero      | 1 - 2 5-4 tab | San José Oruro               | 0 - 2 | 1 - 0  |
| Real Potosi            | 3 - 3 4-3 tab | Jorge Wilstermann Cochabamba | 1 - 2 | 2 - 1  |
| Universitario de Sucre | 4 - 5         | Bolivar La Paz               | 1 - 2 | 3 - 3  |

Demi-finales :
| Équipe 1          | Résultat | Équipe 2             | Aller | Retour | Appui         |
| ----------------- | -------- | -------------------- | ----- | ------ | ------------- |
| Real Potosi       | 7 - 6    | The Strongest La Paz | 5 - 3 | 1 - 2  | 1 - 1 3-1 tab |
| Oriente Petrolero | 5 - 6    | Bolivar La Paz       | 2 - 2 | 2 - 2  | 1 - 2         |

Finale :
| Équipe 1    | Résultat | Équipe 2       | Aller | Retour |
| ----------- | -------- | -------------- | ----- | ------ |
| Real Potosi | 5 - 4    | Bolivar La Paz | 1 - 1 | 4 - 3  |

## Bilan de la saison
| Championnat de Bolivie de football 2009 |                          |
| Champion                                | Club Blooming (5e titre) |
| Qualifications continentales            |                          |
| Copa Libertadores 2010                  | Club Blooming            |
| Copa Libertadores 2010                  | Real Potosi              |
| Promotions et relégations               |                          |
| Promus en Primera A                     | Club Deportivo Guabirá   |
| Relégués en Torneo Simon Bolívar        | Nacional Potosi          |